# 1894년 미국 하원의원 선거
1894년 미국 하원의원 선거는 1894년 미국에서 치러진 하원의원 선거로, 1893년 이후 이어진 경제공황과 이에 따른 광산, 철도 등의 파업, 그리고 이에 대한 클리블랜드 행정부의 강경진압으로 집권 민주당은 절반 이상의 의석을 잃는다

## 선거 결과
| 정당   | 의석수 |
| ------ | ------ |
| 공화당 | 244석  |
| 민주당 | 105석  |
| 인민당 | 7석    |
| 은색당 | 1석    |
| 합계   | 357석  |